# Saint Andrew (Barbade)
Pour les articles homonymes, voir Saint Andrews.
Saint-Andrew est l'une des onze paroisses de la Barbade.

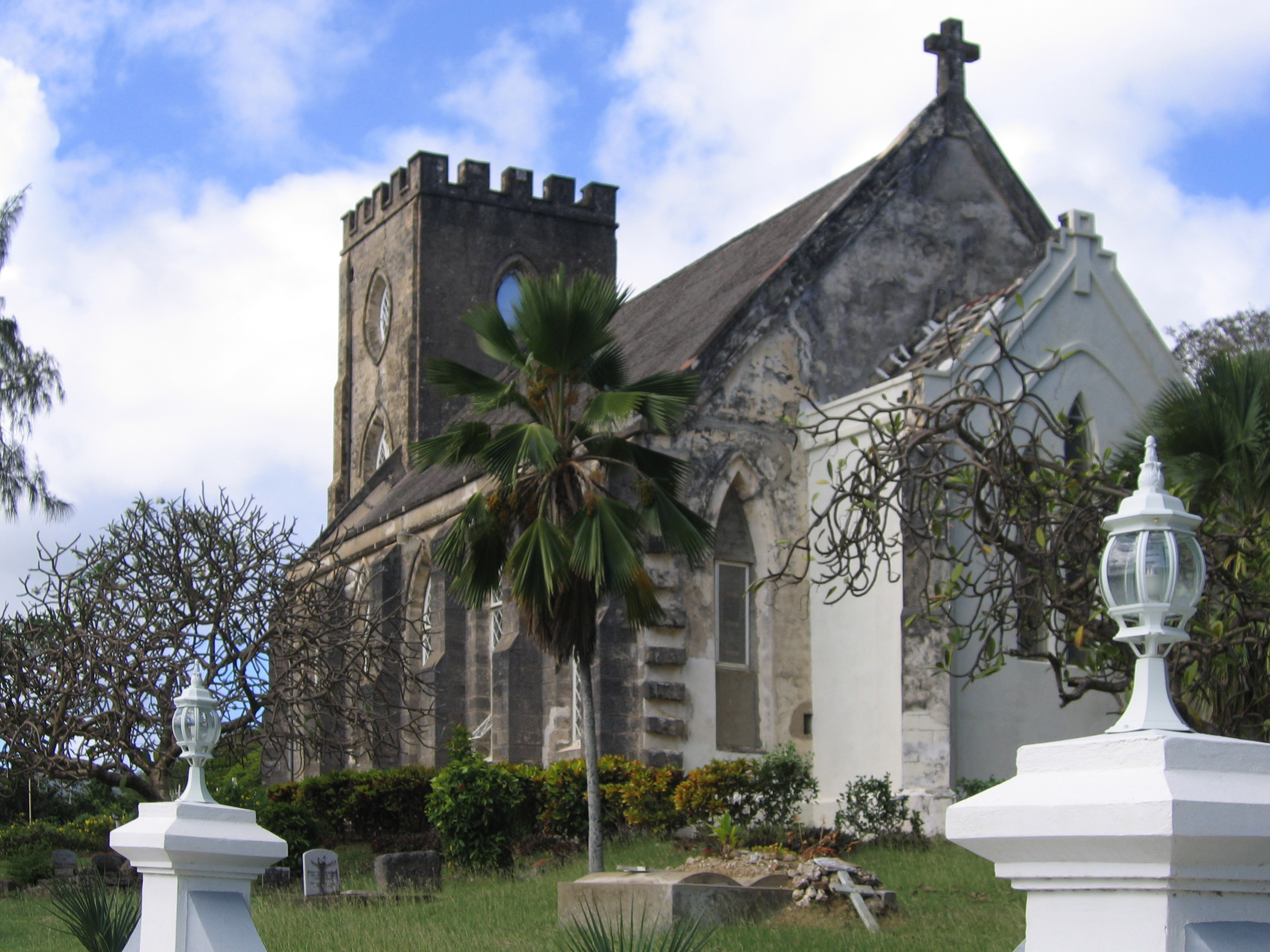
Église paroissiale de Saint Andrew

## Personnalités liées à la paroisse
- Conrad Hunte (1932 – 1999), joueur de cricket international né à Saint-Andrew.
- Edna Bourne (en), première femme barbadienne élue au parlement, représentant Saint-Andrew de 1951 à 1961.